# Marxgrün
Marxgrün ist ein Gemeindeteil der Stadt Naila im oberfränkischen Landkreis Hof in Bayern. Die Gemarkung Marxgrün hat eine Fläche von 4,884 km². Sie ist in 953 Flurstücke aufgeteilt, die eine durchschnittliche Flurstücksfläche von 5124,56 m² haben. In ihr liegen neben dem namensgebenden Ort die Gemeindeteile Brand, Einsiedel, Hölle, Hügel und Kleinschmieden. Die Einöde Modelsmühle gehört zum Gemeindeteil Marxgrün.

## Geografie
Das Kirchdorf liegt an der Selbitz und am Froschbach, der innerorts als linker Zufluss in die Selbitz mündet. Die Staatsstraße 2195 führt an Oberklingensporn vorbei nach Naila (3,6 km südöstlich) bzw. an Kleinschmieden vorbei nach Lichtenberg (2,9 km nördlich). Die Staatsstraße 2198 führt nach Thierbach (1,6 km westlich). Eine Gemeindeverbindungsstraße führt nach Griesbach (2 km östlich). Eine Anliegerstraße führt nach Hügel (0,6 km nördlich).

## Geschichte
Marxgrün wurde im Zuge des Landesausbaues im 12./13. Jahrhundert als Rodungssiedlung gegründet, worauf das Grundwort -grün hinweist. Ein Hof in „Marckartsgrun“ gehörte zu den Stiftungsgütern, die Oswald Graf von Truhendingen 1410 der Frühmesse Lichtenberg überließ. Dies ist zugleich die erste schriftliche Erwähnung des Ortes. Das Bestimmungswort des Ortsnamens ist mhd. mark für ‚Grenze‘.
Zur Realgemeinde Marxgrün gehörten Hügel und Modelsmühle. Gegen Ende des 18. Jahrhunderts bestand Marxgrün aus 13 Anwesen. Die Hochgerichtsbarkeit sowie die Dorf- und Gemeindeherrschaft links der Selbitz hatte das bayreuthische Kasten- und Richteramt Lichtenberg, rechts der Selbitz das Rittergut Reitzenstein und das Rittergut Issigau gemeinschaftlich. Grundherren waren
- das Kastenamt Lichtenberg: 1 Gütlein;
- das Klosteramt Hof: 2 Viertelhöfe;
- die Pfarrei Naila: 1 Wirtshaus;
- das Rittergut Froschgrün: 2 Viertelhöfe;
- das Rittergut Issigau: 6 Tropfhäuser, 1 Haus.[8]

Von 1797 bis 1810 unterstand Marxgrün dem Justiz- und Kammeramt Naila. Infolge des Ersten Gemeindeedikts wurde 1812 der Steuerdistrikt Marxgrün gebildet. Zu diesem gehörten Bobengrün, Christusgrün, Dürrnberg, Erlaburg, Gerlas, Horwagen, Hügel, Modelsmühle, Schafhof, Thierbach, Thierbacherhammer, Thierbachermühle und Ziegelhütte. Zugleich entstand die Ruralgemeinde Marxgrün mit den Orten Hölle, Hügel, Kleinschmieden und Modelsmühle. Sie war in Verwaltung und Gerichtsbarkeit dem Landgericht Naila zugeordnet und in der Finanzverwaltung dem Rentamt Lichtenberg (1919 in Finanzamt Lichtenberg umbenannt, seit 1955 Finanzamt Naila). Ab 1862 gehörte Marxgrün zum Bezirksamt Naila (1939 in Landkreis Naila umbenannt). Die Gerichtsbarkeit blieb beim Landgericht Naila (1879 in Amtsgericht Naila umgewandelt). 1964 hatte die Gemeinde eine Gebietsfläche von 4,011 km². Im Zuge der Gebietsreform in Bayern wurde die Gemeinde am 1. Mai 1978 nach Naila eingemeindet.
Der Bahnhof Marxgrün an der Bahnstrecke Hof–Bad Steben und der ehemaligen Bahnstrecke Triptis–Marxgrün trug entscheidend zur Ortsentwicklung des Kirchdorfes bei. Im Bahnhof Marxgrün wurde der im nahegelegenen Marmorsteinbruch Horwagen gewonnene Marmor auf die Bahn verladen und daher auch als Marxgrüner Marmor bezeichnet.

### Baudenkmäler
- Griesbacher Weg 14: Gesindehaus des Löwelschen Guts[13]
- Griesbacher Weg 16: Herrenhaus des Löwelschen Guts[13]
- Mühlweg 11: Modelsmühle[13]

ehemaliges Baudenkmal
- Haus Nr. 15: Hakenhof. Zweigeschossiges, massives Wohnstallhaus der zweiten Hälfte des 18. Jahrhunderts, mit Halbwalmdach; Giebeltrapez verschiefert; Erdgeschoss verputzt massiv, Obergeschoss auf drei Seiten Fachwerk verputzt, südliche Langseite massiv erneuert. Scheitelstein über Wohnungstür, bezeichnet „JNN 1847“ (=Johann Nikol Narr).[14]

### Einwohnerentwicklung
Gemeinde Marxgrün
| Jahr      | 1819  | 1840   | 1852   | 1855   | 1861   | 1867   | 1871   | 1875   | 1880   | 1885   | 1890   | 1895   | 1900   | 1905   | 1910   | 1919   | 1925   | 1933   | 1939   | 1946   | 1950   | 1952   | 1961   | 1970   |
| Einwohner | 270   | 318    | 321    | 323    | 311    | 283    | 282    | 307    | 300    | 358    | 346    | 438    | 576    | 496    | 509    | 523    | 561    | 561    | 553    | 992    | 982    | 974    | 908    | 955    |
| Häuser    |       |        |        |        |        |        | 44     |        |        | 44     | 49     |        | 54     |        |        |        | 72     |        |        |        | 97     |        | 149    |        |
| Quelle    | [ 9 ] | [ 16 ] | [ 16 ] | [ 16 ] | [ 17 ] | [ 18 ] | [ 19 ] | [ 20 ] | [ 21 ] | [ 22 ] | [ 23 ] | [ 16 ] | [ 24 ] | [ 16 ] | [ 25 ] | [ 16 ] | [ 26 ] | [ 16 ] | [ 16 ] | [ 16 ] | [ 27 ] | [ 16 ] | [ 10 ] | [ 28 ] |

Ort Marxgrün
| Jahr      | 001819 | 001861 | 001871 | 001885 | 001900 | 001925 | 001950 | 001961 | 001970 | 001987 |
| Einwohner | 160    | 183    | 159    | 217    | 402    | 341    | 513    | 548    | 523    | 464    |
| Häuser    |        |        |        | 27     | 34     | 44     | 52     | 89     |        | 122    |
| Quelle    | [ 9 ]  | [ 17 ] | [ 19 ] | [ 22 ] | [ 24 ] | [ 26 ] | [ 27 ] | [ 10 ] | [ 28 ] | [ 1 ]  |

## Religion
Marxgrün ist seit der Reformation evangelisch-lutherisch geprägt und war ursprünglich rechts der Selbitz nach Issigau und links der Selbitz nach Naila gepfarrt. 1939 wurde in Marxgrün die Christuskirche errichtet; sie war eine Filiale von Naila. Erst seit den 1950er Jahren gehört der ganze Ort zum Pfarrsprengel Naila.

## Persönlichkeiten
- Ewald Klein (1899–1942), KPD-Mitglied und Widerstandskämpfer gegen die NS-Diktatur, wurde in Marxgrün geboren
- Max Escher (1901–1976), Künstler und Kunsterzieher, lebte bis zu seinem Tod 1976 im Ort
- Heinrich Lang (1911–nach 1973), Politiker, Landrat des Kreises Naila
- Wilhelm Maier-Solgk (1919–2007), Zeichner und Illustrator